# إميل شوماخر
إميل شوماخر (بالألمانية: Emil Schumacher)‏ هو رسام ألماني، ولد في 29 أغسطس 1912 في هاغن في ألمانيا، وتوفي في 4 أكتوبر 1999 في سان خوسيه في إسبانيا.

## وصلات خارجية
- إميل شوماخر على موقع مونزينجر (الألمانية)